# Železniční trať Soul–Pusan
Železniční trať Soul–Pusan (korejsky 경부선 – Kjŏngbu sŏn) je jednou z nejstarších a nejdůležitějších železničních tratí v Jižní Koreji. Byla postavena v letech 1901–1905 a vede ze Soulu, hlavního města Jižní Koreje, přes Suwon, Tedžon a Tegu do Pusanu. Od roku 2004, po rekonstrukci, ji doplňuje příměji vedená vysokorychlostní trať Soul–Pusan, ze silniční dopravy jí konkuruje zejména dálnice 1 postavená koncem šedesátých let dvacátého století.
Železniční trať je elektrifikovaná (25 kV 60 Hz) s maximální povolenou rychlostí 150 km/h. Úsek ze stanice Soul do stanice Kuro vedoucí po území Soulu je šestikolejný, další úsek do stanice Čchonan v Čchonanu je čtyřkolejný a zbytek tratě až do Pusanu je dvoukolejný
Cestovní doba ze Soulu do Pusanu se v průběhu sta let od otevření snížila z původních sedmnácti hodin na méně než čtyři a půl.